# Monotipo
Monotipo é um tipo de corrida onde todos os veículos, planadores ou barcos possuem desenhos idênticos ou muito similares. 
O termo é muito utilizado em corridas de barcos a vela. Todos os competidores numa corrida desse tipo, são aferidos portanto por sua própria competência. Um exemplo clássico desse tipo de competição é a America's Cup, e sua "classe de 12 metros", conhecida como "TP 52".

## Automobilismo

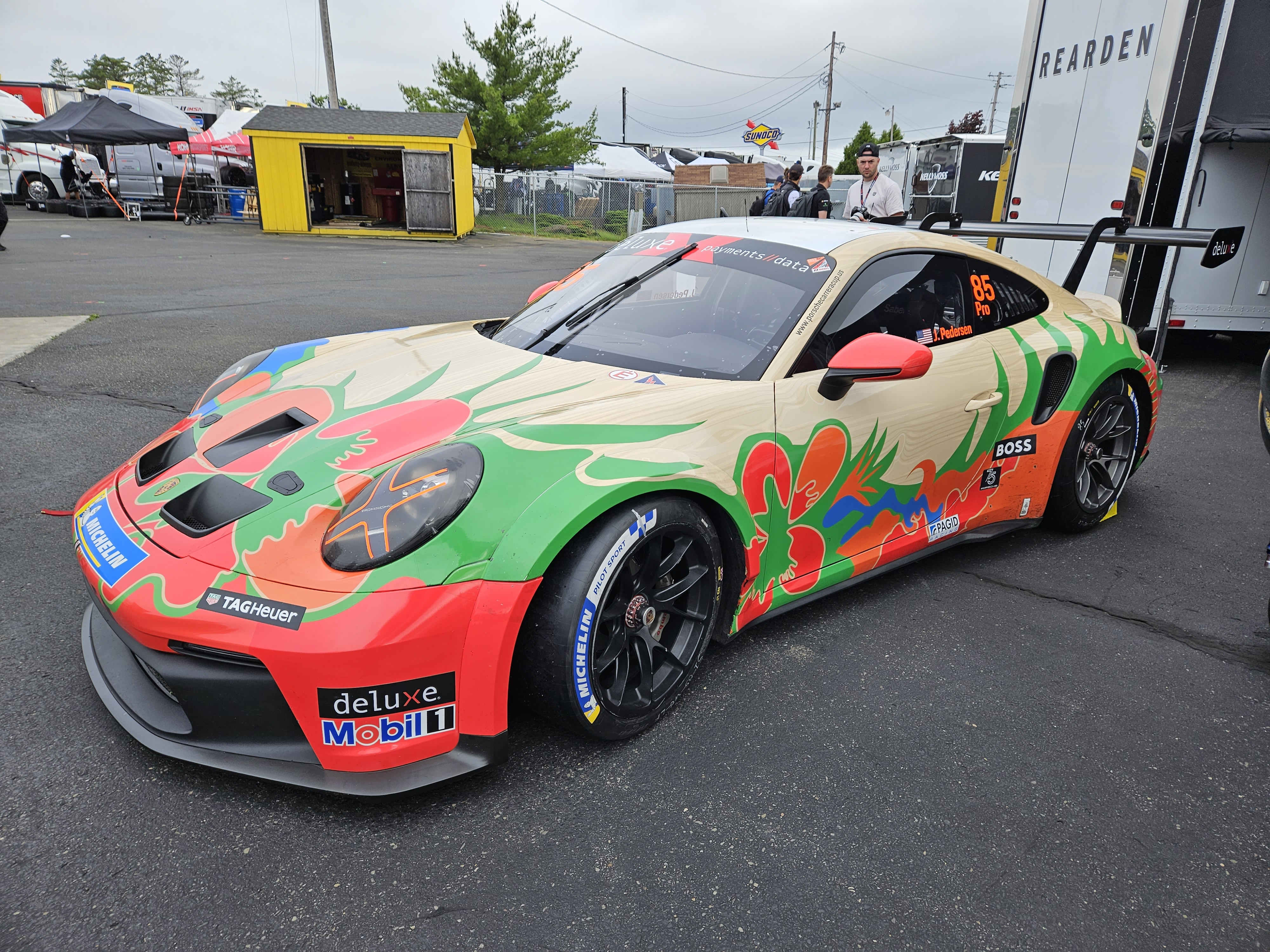
Porsche Cup é um exemplo de categoria monomarca no automobilismo

Uma categoria monomarca é uma categoria de automobilismo na qual todos os competidores correm com um único modelo de veículo ou veículos muito similares da mesma fabricante ou fornecedora. Tipicamente, isso significa que todos os competidores utilizam o mesmo chassis, motores, transmissões, freios e pneus. A ideia é uma categoria monomarca é que o sucesso na competição seja mais resultado da habilidade do piloto do que de um carro superior aos outros do grid.
Alguns exemplos de categorias monomarcas são a Porsche Supercup, Renault Clio Cup, Ferrari Challenge, Copa Fiat, Fórmula Regional, Fórmula Futuro Fiat, Fórmula Renault e Fórmula Abarth.

## Voo a Vela
Houve várias tentativas de trazer uma categoria monotipo para o voo a vela. Uma das tentativas que surtiram maior efeito foi a Classe Schweizer 1-26, com 700 aeronaves construídas e voadas entre 1954 a 1981, com a intenção do diretor da Schweizer Aircraft, Paul A. Schweizer, de instaurar uma categoria monotipo no voo a vela, que teria o Schweizer 1-26 como planador utilizado.
Outras tentativas foram feitas na Rússia, pela Aviastroitel, na Polônia, com o Warsztaty Szybowcowe Orlik e na Alemanha, onde o DFS Olympia Meise foi planejado para ser utilizado como único planador nas Olimpíadas de 1940.

## Ligações Externas
- One-design and offshore yachtsman (em inglês)
- First Ever One-design Symposium Organised (em inglês)